# Звезда (Бургаська область)
Звезда́ (болг. Звезда) — село в Бургаській області Болгарії. Входить до складу общини Руєн.

## Населення
За даними перепису населення 2011 року у селі проживали 0 осіб.
Динаміка населення: